# North Loup (Nebraska)
North Loup je selo u američkoj saveznoj državi Nebraska. Prema popisu stanovništva iz 2010. u njemu je živjelo 297 stanovnika.